# Begraafplaats van Villers-Plouich
De Begraafplaats van Villers-Plouich is een gemeentelijke begraafplaats in het Franse dorp Villers-Plouich (Noorderdepartement). De begraafplaats ligt aan de rand van het dorp, 335 m ten noordoosten van het centrum (Église Saint-Quentin). Ze heeft een trapeziumvormig grondplan en wordt omgeven door een haag. De toegang bestaat uit een tweedelig metalen hek tussen bakstenen zuilen. Tegenover de toegang aan het einde van het centrale pad staat een  Calvariekruis.

## Britse oorlogsgraven
Aan de oostelijke rand van de gemeentelijke begraafplaats ligt een Britse militaire begraafplaats met gesneuvelden uit de Eerste Wereldoorlog. Ze heeft een langwerpig grondplan en wordt door een haag gescheiden van de gemeentelijke begraafplaats. In de noordoostelijke hoek staat het Cross of Sacrifice.  
Villers-Plouich werd in april 1917 door de 13th East Surreys veroverd. In maart 1918 kwam het in Duitse handen maar eind september 1918 werd het door de 1st East Surreys heroverd toen zij als eerste het dorp binnenvielen. 
Er liggen 51 slachtoffers begraven waaronder 8 niet geïdentificeerde.
Aan de zuidwestelijke rand van de gemeentelijke begraafplaats liggen nog 2 slachtoffers.
Onder de geïdentificeerde doden zijn er 44 Britten en 1 Canadees. Voor 2 Britten werden Special Memorials opgericht omdat hun graven niet meer gelokaliseerd konden worden en men neemt aan dat ze onder naamloze grafzerken liggen.
De graven worden onderhouden door de Commonwealth War Graves Commission. In de CWGC-registers is de begraafplaats geregistreerd onder Villers-Plouich Communal Cemetery.

### Onderscheiden militair
- T. Greer, korporaal bij het Machine Gun Corps (Infantry) werd onderscheiden met de Military Medal (MM).